# Reposacabezas

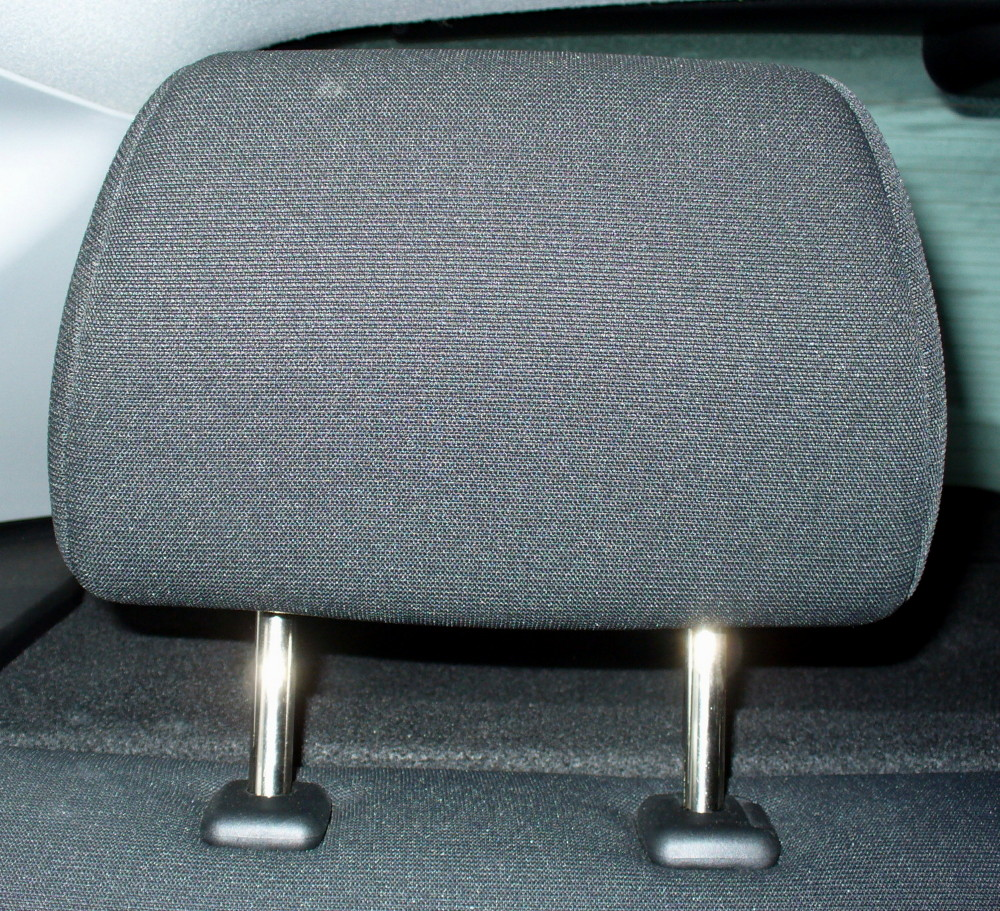
Reposacabezas

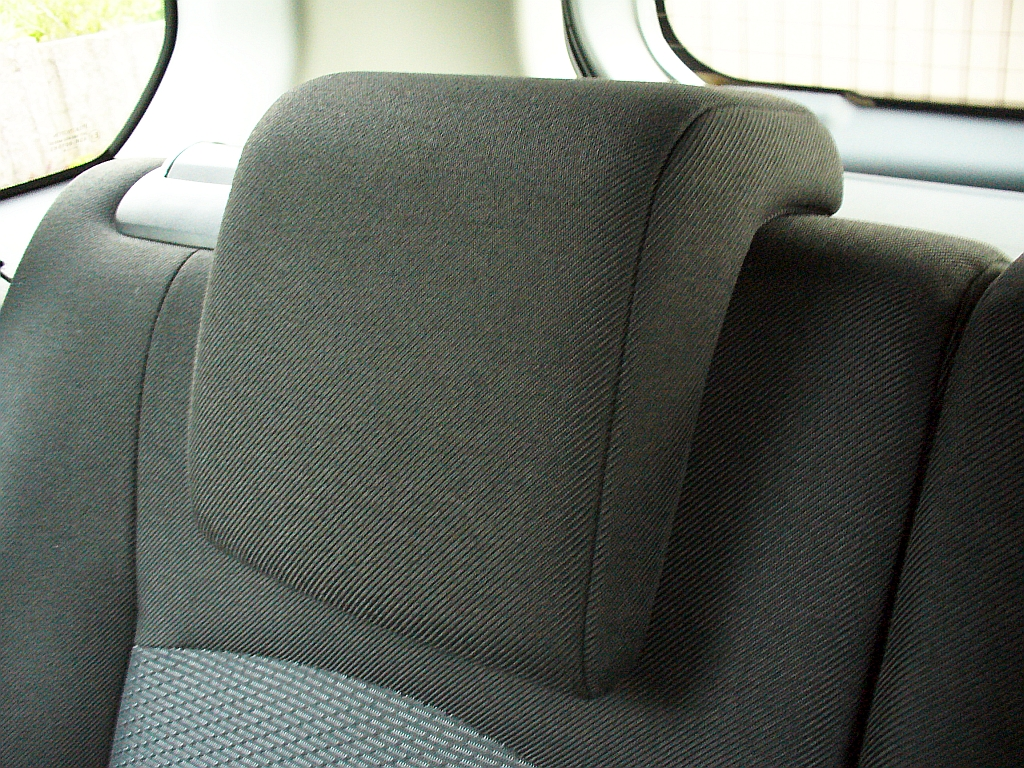
Reposacabezas en asiento trasero.

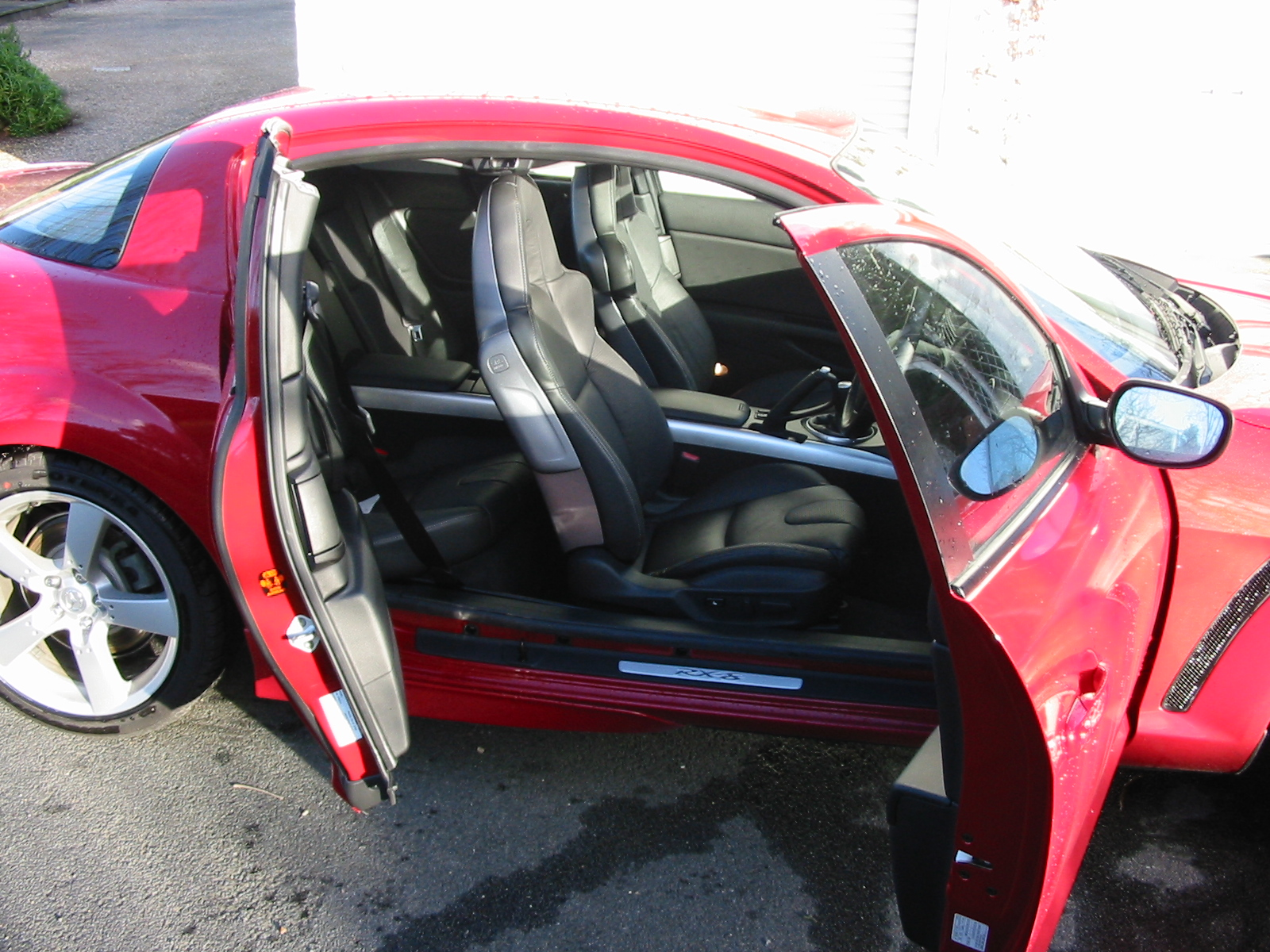
Reposacabezas fijos en un Mazda RX-8.

El reposacabezas (en España), cabecera (en México) o apoyacabeza (en Argentina y Uruguay)  es un elemento de apoyo para la cabeza que poseen los respaldos de algunos vehículos automóviles (automóviles, trenes, camiones, etc.) y los aviones.
La función primordial del reposacabezas no es la de dar comodidad a los ocupantes del asiento, sino el minimizar las lesiones cervicales en caso de colisión, en especial en caso de colisión por alcance. Las cabeceras son, por tanto, un elemento de seguridad pasiva.

## Base anatómica
La base anatómica de la necesidad de los reposacabezas es la siguiente: la cabeza humana reposa sobre una primera vértebra llamada atlas (en recuerdo al ser de la mitología griega que llevaba al mundo sobre sus hombros).
El atlas a su vez gira (cuando rotamos la cabeza hacia la derecha o hacia la izquierda) sobre la segunda vértebra, que dispone de una protuberancia en que hace de eje para el atlas, denominada «apófisis odontoides» (porque su forma recuerda a la de un diente). Por este motivo, a la segunda vértebra se le llama axis («eje»).
En caso de colisión, en especial en caso de colisión por alcance, el cuerpo de la persona que va en el asiento puede desplazarse bruscamente hacia atrás, siendo detenido por el respaldo del asiento. En los asientos de automóviles sin cabeceras (o con cabeceras mal diseñadas o mal ajustadas), la cabeza continúa su movimiento hacia atrás, pudiendo llegarse a romper los ligamentos que impiden, en circunstancias normales, que la apófisis odontoides de axis dañe a la médula espinal. Si esto sucede, dependiendo de la gravedad de la rotura, el individuo puede quedar paralítico o morir desnucado.

## Consideraciones de uso
- Nunca deben quitarse los reposacabezas de un vehículo.
- Los usuarios de vehículos con apoyacabezas traseros abatibles (como los automóviles Mercedes-Benz de los años ochenta, por ejemplo) han de ponerlos en su posición funcional cuando porten pasajeros en las plazas traseras.
- Los usuarios de vehículos sin reposacabezas han de instalarlos. En los años sesenta y setenta se vendían kits para instalar reposacabezas en los automóviles que no los llevaban de fábrica (en esa época, la mayoría). Algunas versiones ultrabásicas de automóviles vendidos en los años ochenta carecían de reposacabezas de fábrica (el Renault Supercinco C, por ejemplo).

## Consideraciones de diseño
- Algunos fabricantes consideraron que no se debía dejar al usuario la posibilidad de ajustar mal el reposacabezas, por lo que instalaron reposacabezas fijos en sus vehículos.
- Otra posibilidad es el hacer reposacabezas que permitan la visión a través de ellos. De este modo se incrementa la visibilidad tanto del conductor del vehículo como de los conductores que siguen al vehículo.

## Enlaces
- Estudio de 2008 acerca de la protección del reposacabezas, publicado en el sitio web Terra (España).

- Datos: Q938792
- Multimedia: Head restraints / Q938792